# Vigošća
Vigošća/Vigošta je lijevia pritoka Vrbanje. Izvire na sjevernim padinama Ježice iz snažnog Vrela (1070 m n/v).Izvorišni dio je Stubanski potok, koji je ispod sela Gornja Orahova već na 672 m n/v. 
U užem području sela prihvata vodu nekoliko manjih potoka i dobiva svoje ime (Vigošća), koje se na geografskim kartama često obilježava kao Vigošta.  Odatle ulazi u kanjon,  koji je između Staze (na sjeverozapadu) i Ljeskovače (jugoistok) dubok oko 300 m; mjestimično i do 400 m.  
Nekada (do 60-ih godina 20. stoljeća)  na Vigošći je bilo čak 20-ak vodenica, čiji su ostaci 1992. potpuno razrušeni.
U Vrbanju se Vigošća ulijeva pri magistralnoj cesti M-4 Banjaluka – Teslić – Matuzići (gdje se uključuje na M-17, buduću koridor Vc). Nadmorska visina ušća, pri istoimenom zaseoku (Vigošća)  Donje Orahove, je oko 340 m.

## Poveznice
- Vrbanja (rijeka u BiH)
- Obodnik
- Večići
- Vrbanjci
- Kotor-Varoš